# Ворб, Филипп
Филипп Ворб (фр. Philippe Vorbe; род. 14 сентября 1947, Порт-о-Пренс) — гаитянский футболист и футбольный тренер, играл на позиции полузащитника. Участник чемпионата мира 1974 года.

## Биография

### Клубная карьера
Большая часть карьеры Ворба прошла в клубе «Вьолетт». Помимо этого, он в течение одного сезона играл в США за «Нью-Йорк Дженералз», сыграв 14 матчей и забил 1 гол. Завершил карьеру на родине в клубе «Вьолетт» в 1975 году.

### Карьера в сборной
В составе сборной Гаити Ворб принимал участие на первом в истории национальной сборной чемпионате мира 1974 года. На турнире сыграл во всех трёх матчах группового этапа — со сборными Италии (1:3), Польши (0:7) и Аргентины (1:4). В матче со сборной Италии Ворб отдал голевую передачу на Эмманюэля Санона, который открыл счёт в том матче, но Гаити проиграло матч со счётом 3:1. По итогам турнира сборная Гаити заняла последнее место с разницей мячей 2—14, проиграв все три встречи и не вышла из группы.
Ворб также принимал участие в матчах отборочного турнира на чемпионат мира 1978 года, на который сборная Гаити не квалифицировалась.

### Тренерская карьера
В течение некоторого времени работал главным тренером клуба «Вьолетт».

### Признание
В 2018 году стал первым представителем Гаити, который был принят в Зал славы КОНКАКАФ.